# Hemibrycon colombianus
Hemibrycon colombianus är en fiskart som beskrevs av Eigenmann, 1914. Hemibrycon colombianus ingår i släktet Hemibrycon och familjen Characidae. Inga underarter finns listade i Catalogue of Life.